# Cnemoplites edulis
Cnemoplites edulis är en skalbaggsart som beskrevs av Newman 1842. Cnemoplites edulis ingår i släktet Cnemoplites och familjen långhorningar. Inga underarter finns listade i Catalogue of Life.